# Villebarou
Villebarou é uma comuna francesa na região administrativa do Centro, no departamento Loir-et-Cher. Estende-se por uma área de 9,1 km². Em 2010 a comuna tinha 2 542 habitantes (densidade: 279,3 hab./km²).